# Dalasýsla

Dalasýsla (blau) auf einer Islandkarte

Die Dalasýsla ist ein Bezirk im Westen Islands.
Der Bezirk liegt um die Bucht Hvammsfjörður und auf der Halbinsel Klofningsnes. Sein Gebiet umfasst 2078 km² und besteht nur aus der Gemeinde Dalabyggð, die sich aus ursprünglich bis zu zehn einzelnen Gemeinden gebildet hat. Die Dalasýsla liegt im Wahlkreis Norðvesturkjördæmi.

## Söhne und Töchter der Gemeinde
- Snorri Sturluson (1179–1241), Schriftsteller und Politiker
- Árni Magnússon (1663–1730), Sprachwissenschafter und Handschriftensammler
- Ásmundur Sveinsson (1893–1982), Bildhauer